# Amy Palmiero-Winters
Amy Palmiero-Winters (* 18. August 1972 in Meadville (Pennsylvania) als Amy Palmiero) ist die erfolgreichste unterhalb des Knies amputierte Ultra-Langstreckenläuferin der Welt. Sie hält elf Weltrekorde und gewann 2009 den James E. Sullivan Award als beste Amateursportlerin.

## Leben
Amy Palmiero war schon in der Highschool eine begabte Langstrecklerin und Schwimmerin, die zusätzlich als Fahrrad-Botin die Auslieferungen für das Geschäft ihrer Eltern besorgte. Nach der Schule beendete sie ihre Karriere und machte eine Ausbildung zur Schweißerin. 1994 hatte sie jedoch einen schweren Motorradunfall, wodurch ihr linker Unterschenkel zertrümmert wurde. Sie hatte kaum noch Wadenmuskulatur und ihr Fuß war von Schuhgröße 7½ auf Größe 4 reduziert. Nach drei Jahren und 25 Operationen wurde das Bein schließlich unterhalb des Knies amputiert. Hierdurch konnte sie drei weitere Jahre keinen Sport betreiben.
2004 nahm sie am Silver Strand Marathon in San Diego teil, obwohl sie im 5. Monat schwanger und ihre Prosthese nicht für Laufen geeignet war. Dennoch wurde sie 2. in ihrer Behinderungsklasse. 2005 nahm sie am New York City Triathlon noch immer mit der Gehprotese und zusätzlich mit einem geliehenen Fahrrad teil und wurde Dritte. Nun beschloss sie wieder ernsthaft mit dem Sport zu beginnen, gewann A Step Ahead Prosthetics, einen Prothesenhersteller, als Sponsor und siedelte nach New York über, um mit der Behindertensportmannschaft von A Step Ahead Prosthetics vollzeit zu trainieren. 2006 verbesserte sie im New York City Marathon in 3:24 h. den Weltrekord für unter dem Knie Amputierte um 25 min. Sie hatte nun eine für sie gefertigte Laufprothese ähnlich wie Oscar Pistorius zwei hat. Im Herbst desselben Jahres lief sie im Chicago-Marathon 3:04 h, die beste Zeit, die je von unter Knieamputierten Männern oder Frauen gelaufen wurde.

## Ultramarathon
Nachdem sie sich 2008 nicht für die Paralympics qualifiziert hatte, wechselte sie 2009 zum Ultramarathon. Im Oktober 2009 lief sie 100 Meilen (= ca. 160 km). im Heartland Ultra und im Silvester 2009 24-Stunden-Lauf Arizona Road Racers Run to the Future  lief sie mit 209,858 km nicht nur einen Weltrekord für einseitig amputierte Männer oder Frauen, sondern sie gewann auch das Rennen gegen ein Feld von exzellenten männlichen nicht-behinderten Ultramarathonläufern. Aufgrund dieses Erfolges wurde sie als erste Person mit Behinderung überhaupt in eine Nationalmannschaft der USA aufgenommen. Am 17. Mai 2010 wurde sie 18. bei der Ultramarathon Weltmeisterschaft (der Menschen ohne Behinderung) mit 199,542 km in 24 Stunden. Schon einen Monat später lief sie den 100 Meilen Western States Endurance Run und gewann auch hier.

## Paratriathlon
Palmario-Winters gewann in ihrer Behinderungsklasse die Paratriathlon Weltmeisterschaft der International Triathlon Union 2005 und 2006. In 2007 war Palmiero-Winters die erste Person mit einer körperlichen Behinderung, die zum New York City Triathlon für Nicht-Behinderte eingeladen wurde. 2014 war Palmiero-Winters die erste männliche oder weibliche Amputierte, die den 3-Tage Ultraman (= 480 km). erfolgreich beendete. Sie ist heute die Gründungspräsidentin der A Step Ahead Prosthetics Stiftung. Sie hat auch nach ihrer Scheidung den Doppelnamen behalten und hat zwei Kinder.

## Ehrungen
- 2006 Triathlon's Female Physical Challenged Athlete of the Year
- 2008 Aufnahme in die National Italian American Sports Hall of Fame[12]
- 2009 James E. Sullivan Award als bester Amateursportler der USA athlete in the country and also won ESPN's * 2010 ESPY Award als beste Sportler mit Behinderung
- 2010 Wilma Rudolph Courage Award der Womens' Sports Foundation
- 2010 USA Strength Award
- 2010  Huffington Post Game Changer Award
- 2011 Ossur Ultimate Athlete Award
- 2011 Aufnahme in die Athletes with Disabilities Hall of Fame[13]